# Gonioryctus dissimilis
Gonioryctus dissimilis är en skalbaggsart som beskrevs av Sharp 1908. Gonioryctus dissimilis ingår i släktet Gonioryctus och familjen glansbaggar. Inga underarter finns listade i Catalogue of Life.